# París-Roubaix 1948
La París-Roubaix 1948 fou la 46a edició de la París-Roubaix. La cursa es disputà el 4 d'abril de 1948 i fou guanyada pel belga Rik van Steenbergen, que s'imposà a l'esprint al seu company d'escapada en la meta de Roubaix.

## Classificació final
|    | Ciclista            | Equip              | Temps      |
| -- | ------------------- | ------------------ | ---------- |
| 1  | Rik van Steenbergen | Mercier-Hutchinson | 5h 35' 31" |
| 2  | Emile Idée          | Peugeot            | m. t.      |
| 3  | Georges Claes       | Rochet-Dunlop      | + 16"      |
| 4  | Adolf Verschueren   | Mercier-Hutchinson | m. t.      |
| 5  | Fiorenzo Magni      | Wilier-Triestina   | m. t.      |
| 6  | Gildo Monari        | -                  | m. t.      |
| 7  | Marcel Rijckaert    | Mercier-Hutchinson | + 37"      |
| 8  | Adolfo Leoni        | Legnano            | + 43"      |
| 9  | André Mahé          | Olympia            | m. t.      |
| 10 | Roger Gyselinck     | Rochet-Dunlop      | m. t.      |